# Jocs Mediterranis de 2001
Els catorzens Jocs Mediterranis es van celebrar a Tunis (Tunísia), del 2 al 15 de setembre de 2001.
Hi participaren un total de 3.041 esportistes (2.002 homes i 1.039 dones) en representació de 23 estats mediterranis. Es disputaren un total de 230 competicions de 24 esports.

## Medaller
| Pos. | Estat                | Or | Plata | Bronze | Total |
| ---- | -------------------- | -- | ----- | ------ | ----- |
| 1    | França               | 42 | 32    | 48     | 122   |
| 2    | Itàlia               | 38 | 61    | 40     | 139   |
| 3    | Espanya              | 33 | 25    | 44     | 102   |
| 4    | Turquia              | 33 | 16    | 12     | 61    |
| 5    | Grècia               | 28 | 33    | 30     | 91    |
| 6    | Tunísia              | 17 | 13    | 26     | 56    |
| 7    | Algèria              | 10 | 10    | 9      | 29    |
| 8    | Croàcia              | 9  | 6     | 7      | 22    |
| 9    | Egipte               | 7  | 13    | 17     | 37    |
| 10   | Marroc               | 5  | 6     | 5      | 16    |
| 11   | Eslovènia            | 5  | 5     | 10     | 20    |
| 12   | Iugoslàvia           | 3  | 5     | 13     | 21    |
| 13   | Xipre                | 1  | 1     | 3      | 5     |
| 14   | Síria                | 0  | 5     | 4      | 9     |
| 15   | Líban                | 0  | 1     | 1      | 2     |
| 16   | Albània              | 0  | 1     | 0      | 1     |
| 17   | Bòsnia i Hercegovina | 0  | 0     | 3      | 3     |
| 18   | Líbia                | 0  | 0     | 1      | 1     |